# Sanica
Sanica (Pęcznik, Pęczniak, Czarna) – rzeka, prawobrzeżny dopływ Wschodniej o długości 30,44 km i obszarze dorzecza 255,1 km².
Rzeka płynie na terenie województwa świętokrzyskiego. Przepływa przez teren gmin Chmielnik, Gnojno, Busko-Zdrój, Stopnica i Tuczępy. Przed Nieciesławicami wpada do Wschodniej. Dolinę Sanicy porastają głównie łąki i pastwiska oraz niewielkie skupiska leśne, najczęściej lasy łęgowe, czasem dochodzą do niej lasy sosnowe. W Sanicy żyją płoć, okoń i szczupak. Każdego roku na wiosnę Sanica podtapia okoliczne łąki i pola, użyźniając je. Jest również wyprostowana, a szerokie dno jej doliny zostało zmeliorowane. Szerokość koryta wynosi 2-15 m, a głębokość 0,3-2,5 m. Jej dopływem jest Stopniczanka.